# Patronages et éducation populaire
L'éducation populaire est liée au développement des patronages paroissiaux dès la seconde partie du XIXe siècle. Si  une fédération sportive, la Fédération gymnastique et sportive des patronages de France, organise et fédère ces associations particulières dès 1898, les activités artistiques et éducatives générales restent longtemps à l'initiative des seuls animateurs ou d'autres structures. Après la guerre 1939-1945 la régression puis la disparition de celles-ci amène cette fédération sportive à prendre progressivement en charge la totalité des activités des associations qui la composent et à changer son sigle en conséquence pour y introduire une dimension culturelle en 1968.

## Naissance et vocation des patronages sous la Troisième République
Les patronages catholiques voient le jour à Marseille à la fin du Consulat avec l’abbé Jean-Joseph Allemand comme lieux d'éducation populaire « où l’on joue et l’on prie ». L’idée est reprise, en 1820, par l’abbé Joseph-Marie Timon-David et se développe ensuite largement au sein des congrégations : les Frères des écoles chrétiennes, les Salésiens de Jean Bosco,, les Religieux de Saint-Vincent-de-Paul de Frédéric Ozanam, le Tiers-Ordre dominicain puis plus tardivement chez les Fils de la charité au début du XXe siècle. 
En 1855 parait une revue commune à ces œuvres alors qu'à Paris une Association des jeunes ouvriers est fondée par Maurice Maignen puis quelques directeurs, réunis en congrès à Angers en août 1858, y fondent l'Union des œuvres ouvrières catholiques de France. L'association de Maignen devient Cercle des jeunes ouvriers en 1865 et à la veille de la guerre de 1870 une Œuvre des cercles catholiques d'ouvriers est créée mais ce n’est qu’après les élections de 1877 et 1879 et l’arrivée des républicains au pouvoir que les patronages paroissiaux se développent vraiment, soutenus par le haut clergé et placés sous l’autorité d’un vicaire-directeur. En 1888, une commission des patronages et œuvres de jeunesse de France est créée au siège de l’Institut catholique de Paris (ICP) et trois ans plus tard, le 1er janvier 1891, cette commission édite son bulletin Le Patronage alors que l’encyclique Rerum novarum du pape Léon XIII légitime et conforte son existence.

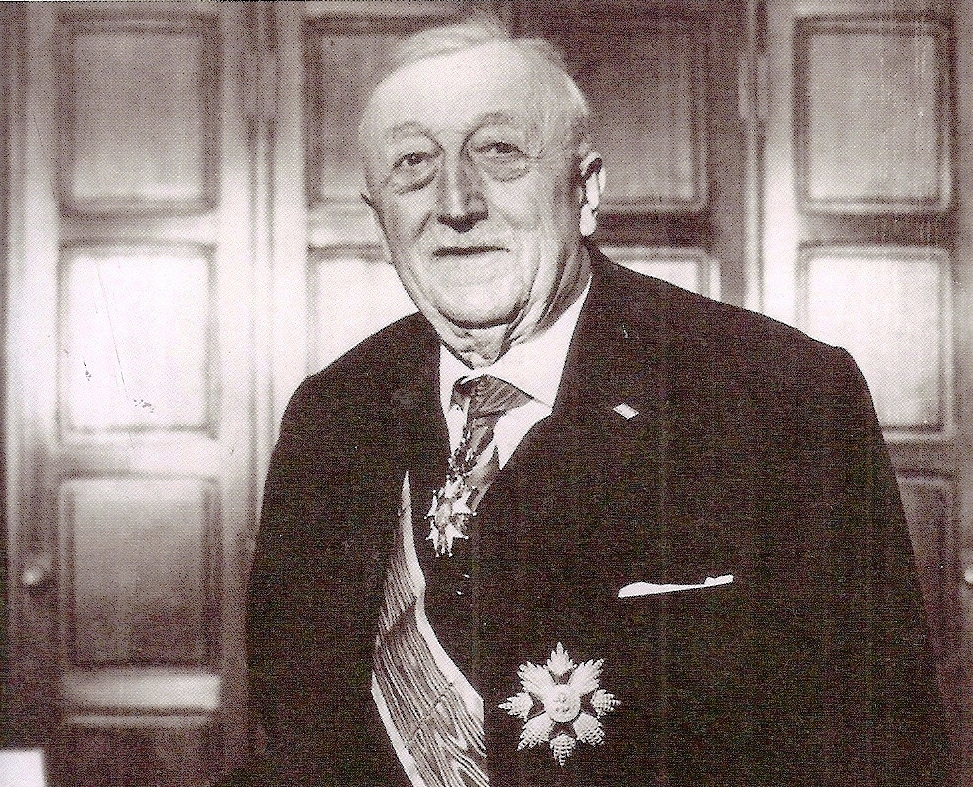
François Hébrard, président de la FGSPF (1923-1956).

Dès leur origine au XIXe siècle les groupes de réflexion sur la société et l'économie, les sociétés caritatives et d'épargne mutualistes, le théâtre,, les orchestres, les chorales et les fanfares qui accompagnent les évolutions des gymnastes puis les projections fixes suivies du cinéma, sont des composantes importantes de l’activité des patronages paroissiaux. Cependant les activités gymniques et sportives qui connaissent dans le reste de la société un engouement particulier posent vite problème aux directeurs de ces œuvres et pour en garder le contrôle la Commission des patronages accepte en 1898 la proposition du docteur Paul Michaux de créer pour ces activités une fédération spécifique qui prend quelque temps plus tard le nom de Fédération gymnastique et sportive des patronages de France (FGSPF).
Celle-ci ne se désintéresse pas des autres domaines mais, par souci de non-concurrence, elle ne structure pas ceux qui relèvent alors de l’Association théâtrale des œuvres catholiques d’éducation populaire (ATOCEP) puis de la Fédération loisirs et culture cinématographiques (FLECC) qui gèrent ces champs d’activité. Il en est de même pour les troupes scoutes rattachées localement aux patronages et pour les colonies de vacances dont elle laisse, du début du siècle jusqu'en 1978, la formation de l'encadrement à l'Union française des centres de vacances et de loisirs (UFCV) fondée à Paris en 1907. Pendant toute cette période le président de la FGSPF, François Hébrard, assure des relations très suivies avec les divers organismes nationaux ou régionaux — comme dans l'Ouest où les évêques des divers diocèses imposent l'affiliation des patronages à une Fédération des associations de cinéma de l'Ouest (FACO) à partir de 1935 — étroitement mêlés à la vie quotidienne des associations affiliées.

## La Fédération sportive de France et leCLI
En 1946 l'ATOCEP en difficultés cède place à une Fédération catholique du théâtre d’amateur français (FéCTAF). Peu après au sein de la Fédération sportive de France (FSF) l’abbé Jacques Fournier fonde, avec son confrère l'abbé Proust aumônier de la très importante Union régionale de Seine et Oise (URSO) et trois autres militants, une sous-commission Liaison et développement. Celle-ci est à l'origine du Centre de liaison inter-foyers-Clubs (CLI) qui émerge en 1954 au sein des patronages parisiens. À partir de 1960, en  Alsace, une Union Régionale des Loisirs (URL) dirigée par Marcel Rudloff se développe au sein de l’Avant-garde du Rhin (AGR).
Cette période coïncide aussi avec une phase importante de succession au sein de la FGSPF. Les deux grands dirigeants historiques que sont François Hébrard et son secrétaire général Armand Thibaudeau se retirent respectivement en 1954 et 1955 mais le passage du témoin a été prévu et un nouveau jeune secrétaire général, Robert Pringarbe, est déjà au travail quand Gilbert Olivier est élu à la présidence. 
En 1956 la FSF est agréée par l'État comme association d'éducation populaire.
Dix ans plus tard, en 1966, elle complète son panel de stages traditionnels destinés aux cadres techniques de chaque discipline sportive par une formation pour jeunes responsables de 15 à 17 ans à travers des stages dits d'Éveil aux responsabilités. D'une durée de 10 jours ceux-ci incluent pour les sportifs la pratique de deux activités culturelles et celle de deux activités sportives pour les responsables de foyers. Cette formation globale polyvalente perdure jusqu’en 1991 formant, de 1966 à 1986, plus de 4 000 stagiaires dont beaucoup composent encore en 2015 l’encadrement des structures fédérales centrales et déconcentrées.

## LeSELFet la Fédération sportive et culturelle de France

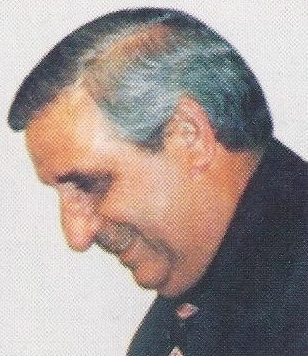
René Dersoir, principal artisan des CVL à la FSCF.

Le développement et la spécialisation des installations sportives au début des années 1960 éclatent le cadre de vie des patronages alors que les nouvelles instances doivent répondre à l'expansion des foyers-clubs qui prennent le relais et les sollicitent depuis 1957. La FSF est ainsi amenée à réfléchir sur sa dimension d’éducation populaire et à troquer son nom pour celui de Fédération sportive et culturelle de France (FSCF) en 1968,. Elle compte alors 153 282 licences pour 2 063 associations et un sondage fédéral montre que 23 % de celles-ci relèvent d'activités non sportives. Il s'agit surtout des batteries-fanfares et des colonies de vacances car, alors que la préparation du gala annuel et de sa traditionnelle revue constitue parfois une des activités principales de nombreuses associations, le cinéma et le théâtre restent rattachés à d'autres organismes. Conquérir ces activités encore marginales devient un enjeu fédéral. Le Centre de liaison inter-foyers-Clubs (CLI) a déjà cédé la place à une Commission fédérale d'expansion puis en 1964 au Service d'études et liaison des foyers-clubs (SELF). Ce dernier sigle est officialisé en 1969 après la transformation de la FSF en FSCF.
Recruté en 1965, comme directeur-adjoint chargé de la culture, Jean-Marie Jouaret réorganise le chant choral et la musique déjà existants et contribue à partir de 1973 à la création des commissions d’arts plastiques, de danse, de théâtre et des centres de vacances et de loisirs (CVL). Pour ces derniers, une première réunion se tient au siège fédéral le 28 décembre 1972 afin de répondre aux inquiétudes suscitées par les nouvelles orientations progressistes de l'UFCV qui assure jusqu'ici la formation aux brevets d’aptitude aux fonctions d’animateur (BAFA) de nombreux séminaristes et prêtres diocésains. La fédération obtient en 1978 l'habilitation générale à délivrer les diplômes concernés et l'abbé René Dersoir, membre depuis 1974 du jury régional de la jeunesse et des sports, est envoyé en mission en Polynésie trois années consécutives pour y développer la branche CVL (1981, 1982 et 1983).
Pendant 10 ans, le SELF publie pour ses animateurs 94 brochures documentaires sur des thèmes de techniques d'atelier, d'administration ou d'animation des activités d'éducation populaire : le ciné-club, le montage audio-visuel, la veillée lecture, le livre vivant, la bibliothèque, l'isolation thermique et phonique des foyers, l'animation de groupes, la psychologie des enfants et des adolescents, le modélisme, la musique et son utilisation dans les clubs, la cinémathèque, l'inclusion sous plastique, le bricolage, la photographie, le son, les projections. Il forme également plus de 300 responsables par un cycle structuré sur 3 ans en 3 niveaux : animateur 1er degré, 2e degré et instructeur départemental. Entre deux stages, les candidats reçoivent Les Jeunes et leurs suppléments diffusés aux responsables, animateurs et dirigeants. Des cours par correspondance sont également organisés.
En 1975 la FéCTAF est contrainte de fusionner avec la Fédération nationale des sociétés de théâtre et d'animation (FNSTA) sur pression du ministère de la Jeunesse et des Sports pour donner la Fédération nationale des compagnies de théâtre et d'animation (FNCTA). Cette mesure qui suscite des inquiétudes amène beaucoup d'associations possédant une troupe théâtrale à se tourner progressivement vers la FSCF nouvellement créée. La commission Expression créée dès 1972 devient Théâtre en 1992 et organise dans l'année même la première rencontre nationale de théâtre amateur FSCF.

## LaFSCFet les autres instances nationales
Robert Pringarbe participe dès le départ aux concertations qui aboutissent en 1961 à la création des congés-cadres jeunesse, des points H pour l'information des jeunes en 1963 et à celle du Fonds de coopération de la jeunesse et de l'éducation populaire (FONJEP) pour le financement de postes d'animateurs en 1964. La même année, Maurice Herzog crée le Diplôme d'état de conseiller d'éducation populaire (DECEP). La FSF y adapte avec succès ses stages et de ses cours par correspondance : dès la première session de 1965 elle prépare 216 candidats sur les 950 inscrits. Le DECEP est remplacé en 1970 par le Brevet d'aptitude à l'animation socio-éducative (BASE), complété l'année suivante par le Certificat d'aptitude à la promotion des activités socio-éducatives (CAPASE) mais la FSCF renonce l'année suivante à sa préparation par correspondance pour se concentrer sur la formation des animateurs de ses propres foyers-clubs puis, à partir de 1973, sur celle des moniteurs de CVL.
Dès 1958 la FSF est membre fondatrice du Conseil français des mouvements de jeunesse (CFMJ) né du regroupement des mouvements de jeunesse chrétiens : Scouts, Guides de France, Jeunesse agricole catholique (JAC) puis Mouvement rural de jeunesse chrétienne (MRJC) après 1963, Jeunesse étudiante chrétienne (JEC), Jeunesse ouvrière chrétienne (JOC), l'Union chrétienne des jeunes gens (UCJG) et l'Union chrétienne des jeunes filles (UCJF), équivalents français des mouvements Young Men's Christian Association (YMCA) et Young Women's Christian Association (YWCA). Avec l'UFCV, ce CFMJ assume jusqu’au début des années 1970 sa conception de l’éducation populaire vis-à-vis du Ministère et des associations laïques. Dans ce cadre la FSF participe à l'Organisation centrale des camps et activités de jeunesse (OCCAJ) , au Service d'Études Techniques pour l'Équipement et l'Animation (SETAC)  créé par le CFMJ et assure des interventions à l'Institut supérieur de formation à l'animation de loisirs (ISFAL) de l'UFCV.
En 1968 elle est la seule fédération sportive, avec la Fédération sportive et gymnique du travail (FSGT), à participer aux travaux du Conseil national des associations de jeunesse et d'éducation populaire (CNAJEP),. Elle  participe ensuite de façon chaotique à son fonctionnement. La FSCF prend une part active aux travaux et à la gestion de l'Union nationale des centres de plein air (UCPA) dont elle assure longtemps la trésorerie. Elle devient également un élément moteur de l'Office franco-allemand pour la jeunesse (OFAJ) et de l'Association de cogestion des déplacements à but éducatif des jeunes (COGEDEP) dont Jean-Marie Jouaret assure la présidence quelques années plus tard, de 1979 à 1982.

## Le développement culturel de laFSCF
L'évolution des activités de la FSCF relève plus de l’éducation populaire que de la culture stricto sensu qui justifie pourtant son changement de titre. La danse est la première activité artistique à faire l’objet d’une commission spécifique en 1971, puis viennent les majorettes en 1973 qui demandent à être rattachées au secteur sportif. Les centres de vacances et l’organisation des formations qui s’y rattachent se structurent de 1974 à 1978. En 2014 la commission de coordination artistique et culturelle couvre les domaines suivants de la jeunesse et de l’éducation populaire à travers trois grandes commissions : pratiques artistiques et culturelles, danses et musiques.
La commission pratiques artistiques et culturelles.
Créée en 2013 pour le chant choral et le théâtre elle est aussi destinée à accueillir d'autres activités émergentes telles les arts plastiques ou le cirque.
- Chant choral. Après un premier essai à Beaugency en 1956 le second concours de chant choral se tient en 1958 à Paris pour le 60e anniversaire de la fédération[J2 5]. Les concours deviennent ensuite annuels et la commission technique est créée le 19 mars 1969 à Orléans. Le premier regroupement de cadres a lieu le 14 décembre 1975 dans le Loiret. En 1988 pour le 80e anniversaire de la fédération les rencontres de danse et de chant choral se tiennent à Clermont-Ferrand et l'année suivante Yves Parmentier, chef de chœur de l'Armée française prend la présidence de la commission[J2 6].

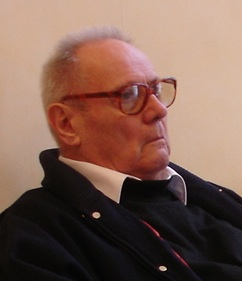
Jacques Fournier : la prise en compte de l'éducation populaire à la FSF.

- Théâtre. Si le théâtre, comme le cinéma, est une activité historique des patronages ces deux activités disposent longtemps de leurs propres structures : l'Association théâtrale des œuvres catholiques d’éducation populaire (ATOCEP) et la Fédération loisirs et culture cinématographiques (FLECC). Le vide créé par leur disparition est à l'origine de la transformation de la FSF en FSCF en 1968 pour répondre aux demandes des associations. Depuis 1992 le théâtre possède sa propre commission technique.
- Arts plastiques. Les premières manifestations enregistrées par Les Jeunes datent de 1961. Le 31 janvier 1988 l'AGR organise à Gersthein une première exposition artistique et la FSCF prend en charge son premier salon d'arts plastique en 1995 à Veigné à l'occasion duquel elle décerne un grand prix fédéral. La commission est créée en 1998, année du centenaire de la FSCF[J2 7].

La commission danses.
Née au sein de la gymnastique féminine dont Françoise et Dominique Dupuy (Les ballets modernes de Paris) ainsi que Jacques Douai et Thérèse Palau (Chants et danses de France) encadrent les stages, la sous-commission de danse est créée en juillet 1970 sous la présidence de Michèle Dutigny. Jacqueline Robinson rejoint l'encadrement ainsi que Titane Saint-Hubert (Maîtrise de danse de Clermont-Ferrand) et Lucette Touzet. Les stages se multiplient et un premier championnat se déroule au Mans en 1972. L'année suivante la commission de danse gagne son autonomie totale et organise aussitôt un regroupement plus conforme à la particularité artistique. Elle monte également à trois reprises des créations collectives — en 1973 à Grenoble (Carmina Burana), en 1976 à Vichy (Le Déluge, oratorio de Camille Saint-Saëns) et en 1981 à Autun (Magnificat) — interprétées par une quinzaine d'associations différentes,.
La commission musiques.
Comme la gymnastique, les cliques et fanfares sont des éléments indissociables des patronages dès leur origine, donnant lieu à de véritables compétitions avec classement des associations par catégories. Celles-ci perdurent sous des formes actualisées : orchestres de batterie-fanfare, bagads, bandas, fanfares de rues, petits orchestre d'harmonie, musiques actuelles, autres musiques.
Depuis 1978 la FSCF est habilitée  à délivrer les BAFA et les brevets d'aptitude aux fonctions de directeur (BAFD).